# ムソマ
ムソマ（Musoma）は、タンザニアの都市。人口は約14万人（2012年）。タンザニア北部に位置し、マラ州の州都である。

## 地理
ムソマはヴィクトリア湖の東岸に位置し、ウガンダの国境にほど近い町である。ムソマは入り組んだ湖岸線に位置し、近郊のキルミではマラ川がヴィクトリア湖に注ぎ込んでいる。ムソマはワジタ人の故郷であり、その他ザナキ人やルオ人、クリア人など12の民族がともに暮らしている。。

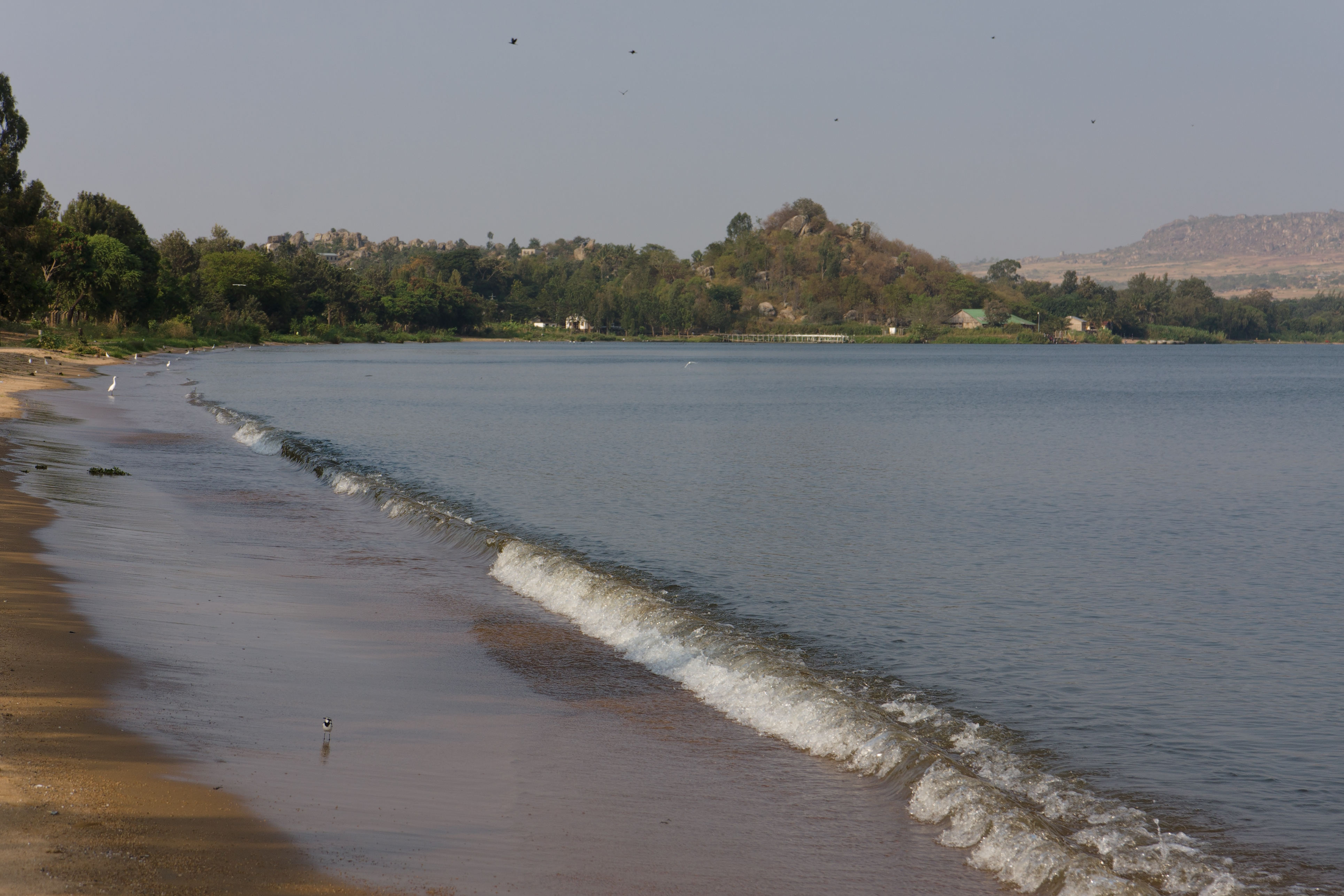
ムソマのヴィクトリア湖

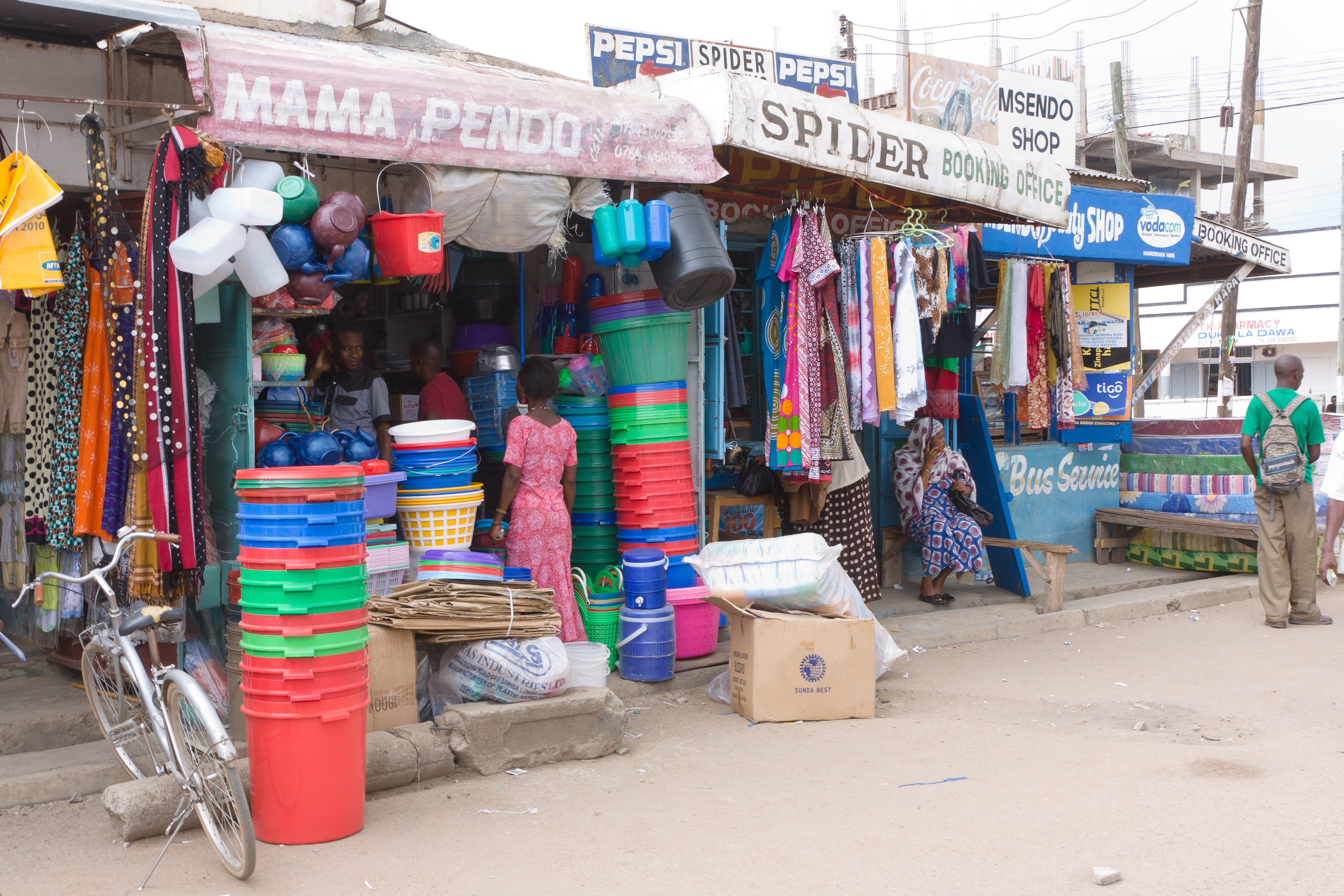
バスターミナルそばの小さな店

## 経済
主産業は綿花の栽培及び漁業で、特にナイルパーチが重要である。

## 交通

### 空港
- ムソマ空港

## 出身者
政治家で外交官のポール・ボマニは1925年にこの町で生まれた。